# Monica Edmondson

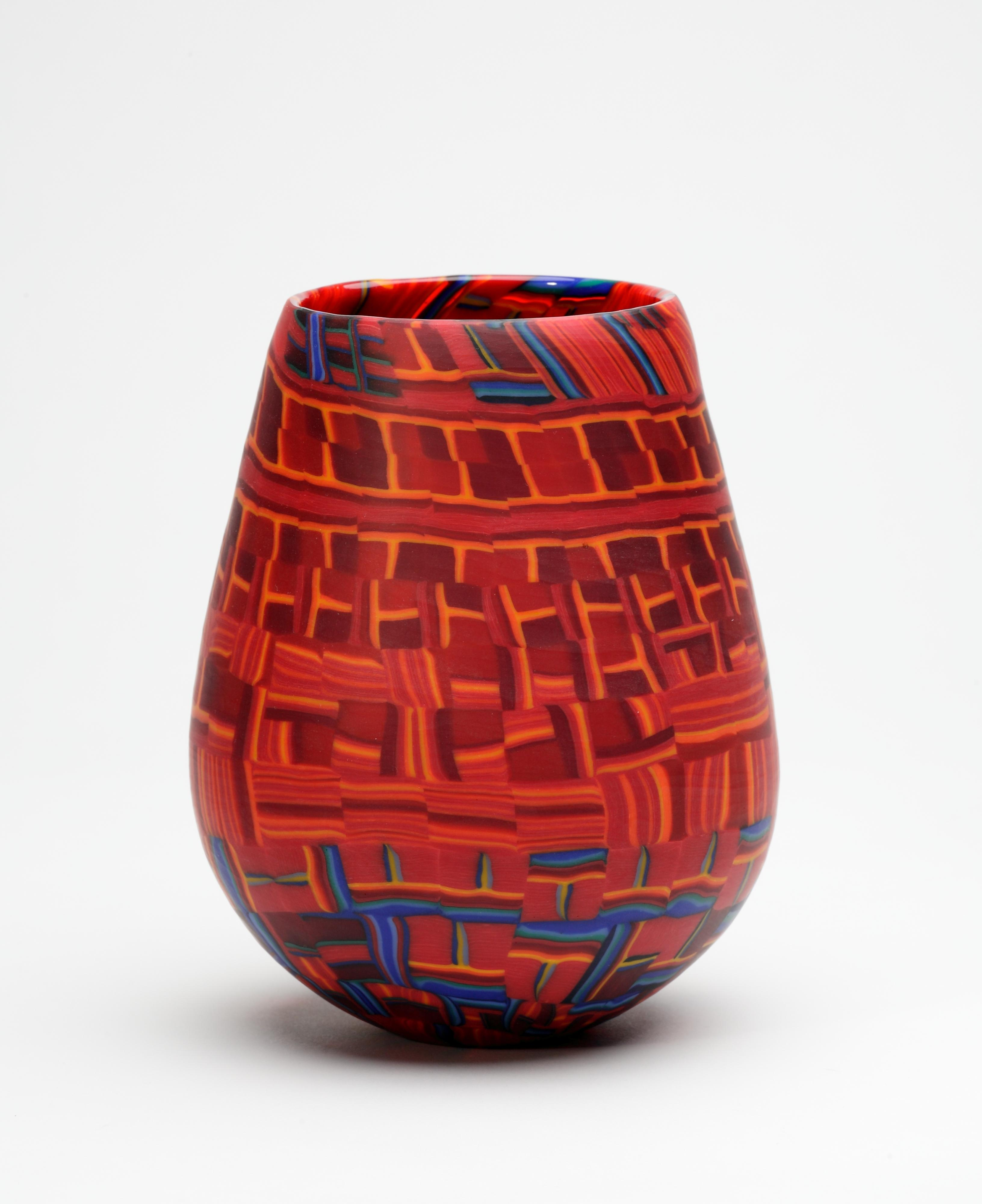
Dåtid - Nutid - Framtid, glasvas av Monica Edmondson

Monica Anneli Larsson Edmondson, född 19 maj 1963 i Gällivare, Norrbottens län, är en svensk-samisk glaskonstnär.

## Biografi
Monica Larsson Edmondson är uppvuxen i Gällivare och utbildade sig i glaskonst fyra år på Canberra School of Art, Australian National University 1996–1999. Hon hade sin första separatutställning, Uttryck i glas och textil, på Gällivare museum år 2000. Hon arbetar och bor i Tärnaby. 
Edmondson finns representerad vid bland annat Nationalmuseum i Stockholm, Röhsska museet, Postmuseum, Smålands museum och Ájtte, Svenskt fjäll- och samemuseum.

## Priser och stipendier
Monica Larsson Edmondson fick Rubus arcticus-stipendium år 2005. Hon fick Sparbanksstiftelsen Norrlands konstnärsstipendium på 100 000 kronor år 2007 med motiveringen  att visa det isiga landskapets färgrikedom, accentuerat av inslag hämtade från Monicas lulesamiska bakgrund, är en säregen talang.

## Offentliga verk i urval
- Återkomst, sten och glas, Borgafjäll, del av skulpturstråket Konstvägen sju älvar